# Mudala Hosahalli, Chamarajanagar
Mudala Hosahalli là một làng thuộc tehsil Chamarajanagar, huyện Chamarajanagar, bang Karnataka, Ấn Độ.